# (5010) Amenemhêt
(5010) Amenemhêt – planetoida z pasa głównego asteroid okrążająca Słońce w ciągu 4 lat i 177 dni w średniej odległości 2,72 j.a. Została odkryta 24 września 1960 roku przez Cornelisa van Houtena i Ingrid van Houten-Groeneveld na płytach fotograficznych wykonanych przez Toma Gehrelsa w Obserwatorium Palomar. Nazwa planetoidy pochodzi od Amenemhat III, faraona z XII dynastii. Przed jej nadaniem planetoida nosiła oznaczenie tymczasowe (5010) 4594 P-L.